# Provaci ancora, Sam (opera teatrale)
Provaci ancora, Sam è un'opera teatrale di Woody Allen che narra di Allan Felix, ventinovenne che soffre di fobia sociale. Portata in scena il 12 ottobre 1969 al Broadhurst Theatre di Broadway, venne replicata 453 volte.
Nel 1972 Herbert Ross ha trasformato la commedia in un film omonimo con lo stesso Allen nel ruolo del protagonista e come sceneggiatore.

## Trama

### Primo atto
Un pomeriggio di tarda estate
Mentre il neo-separato critico cinematografico ventinovenne Allan Felix vede alla TV Il mistero del falco si interroga su come Humphrey Bogart riesca ad avere così successo pur non essendo né bello né alto. Le sue elucubrazioni (che comprendono l'apparizione dello stesso Bogart, pronto a dargli consigli sul come trattare le donne) sono interrotte dall'arrivo del suo miglior amico, Dick Christie, e dalla moglie di questi, Linda.
Dick è ossessionato dal lavoro e passa tutto il tempo al telefono, mentre Linda è insicura e bisognosa di continue rassicurazioni da parte del suo analista, momentaneamente in ferie. Allan racconta che Nancy lo ha lasciato perché con lui non riusciva a divertirsi, mentre lei aveva bisogno di emozioni forti. Linda e Dick gli propongono di organizzare una cena "a quattro" in cui loro gli avrebbero presentato Sharon Lake, una ragazza che lavora nello studio fotografico di Linda.
Quando i due se ne vanno Allan sprofonda nella disperazione, spaventato dall'idea di non piacere a Sharon. Così passa tutta la sera a spostare mobili per ottenere un aspetto "casual" nel suo appartamento e a cospargersi di borotalco e deodorante. Bogart appare per rassicurarlo e gli mostra una ipotetica Sheron e lo informa del fatto che le donne vogliono essere maltrattate dall'uomo. Così quando Sharon (molto meno sexy che nell'apparizione), Dick e Linda arrivano, Allan si "cala una maschera" e comincia ad avere un atteggiamento esuberante e patetico.
Quando poi i quattro escono per andare a cenare a Central Park si sente Allan vantarsi della propria (inesistente) passione per la fotografia.

### Secondo Atto
Due settimane dopo
Allan ripercorre tutti gli appuntamenti andati a male nelle ultime due settimane. Sharon non gli ha più parlato dopo quella sera e le altre donne presentategli da Linda e Dick (Vanessa e Gina, una ballerina e un'intellettuale depressa) hanno preso la stessa strada.
Mentre parla con Linda, venutolo a trovare, si accorge che è lei la donna che ama, la giusta miscela tra intelligenza e bellezza. Approfitta della situazione per darle il suo regalo di compleanno: una puzzola di plastica. Linda è commossa, anche perché Dick, in viaggio per affari, si era completamente dimenticato del suo compleanno.
Linda decide di restare per cena e insieme apparecchiano la tavola. Bogart appare all'improvviso suggerendo ad Allan diverse tattiche per portarsi a letto Linda, ma Allan è riluttante, poiché Linda è la moglie del suo miglior amico. Intanto appare Nancy che spara a Bogart per tenerlo distante dal suo ex-marito.
Allan decide di baciare Linda che, frastornata, se ne va. Ma poi la ragazza, sentendo che Allan la ama davvero, torna indietro e passa da lui la notte.

### Terzo atto
Il mattino seguente
Linda e Allan hanno fatto l'amore. Mentre Linda scende per comprare qualcosa per colazione arriva a casa di Allan Dick, rientrato dal lavoro, sospettando che la moglie lo tradisca, non avendola trovata a casa. Dick è molto pentito di aver trascurato la moglie e ora, che la sta perdendo, se ne pente amaramente. Poi si congeda da Allan chiedendogli di chiamarlo qualora vedesse l'introvabile Linda.
Allan, con l'aiuto di Bogart, capisce che per il bene di Linda deve lasciarla. Linda, tornata dal negozio, ha avuto la stessa idea e lei ed Allan, per il bene comune, accantonano la loro storia d'amore e Linda ritorna da Dick. Per convincere Linda Allan usa le celebri parole del finale di Casablanca.
Nello sconforto più totale Allan riceve una visita inaspettata. È Barbara, sua vicina di casa, che ha dimenticato le chiavi e ora non può più rientrare. Mentre entra a casa di Allan per usare il telefono nota su un mobile una rivista di cinema. Così lei, giovane attrice, riconosce nel vicino il critico cinematografico Allan Felix e i due cominciano a parlare proprio di Humphrey Bogart: una nuova relazione sentimentale si profila all'orizzonte per Allan.

## Personaggi ed interpreti
La seguente tabella illustra i personaggi principali e gli interpreti originali che hanno sostenuto il ruolo al Broadhurst Theatre di New York nel 1969 in ordine di apparizione.
| Personaggio     | Interprete       | Descrizione                                                                                   |
| Allan Felix     | Woody Allen      | Ventinovenne nevrotico appena lasciato dalla moglie, vittima di allucinazioni e fobia sociale |
| Humphrey Bogart | Jerry Lacy       | Divo del cinema statunitense, allucinazione di Allan.                                         |
| Linda Christie  | Diane Keaton     | Moglie di Dick con molti problemi d'ansia                                                     |
| Dick Christie   | Anthony Roberts  | Miglior amico di Allan e marito di Linda                                                      |
| Sharon sognata  | Barbara Brownell | Allucinazione di Allan che si immagina la ragazza del suo appuntamento al buio                |
| Sharon Lake     | Diana Walker     | Assistente di un noto fotografo statunitense, amica di Linda                                  |
| Gina            | Jean Fowler      | Ragazza molto cattolica che esce con Allan                                                    |
| Vanessa         | Chinthia Dalbey  | Ninfomane                                                                                     |
| La Ballerina    | Lee Anne Fahey   | Sfrenata ballerina che Allan incontra in discoteca                                            |
| L'Intellettuale | Barbara Press    | Una ragazza colta, affascinante e con tendenze suicide incontrata da Allan al MoMA            |
| Barbara         | Barbara Brownell | Vicina di casa di Allan                                                                       |

## Allan Felix
Woody Allen dedica una attenta descrizione al protagonista della sua commedia: Allan Felix è un giovanotto gracile ed occhialuto di ventotto o ventinove anni. Dall'aspetto sembra essere uscito da una vignetta di Jules Feiffer. Vive abbastanza decentemente scrivendo articoli e recensioni, di letteratura ma soprattutto di cinema (di cui è grande appassionato), per una piccola rivista cinematografica di nicchia. Sogna che, un giorno, farà qualcosa di importante nella letteratura o nel cinema. In effetti, Allan, è un gran sognatore. La sua mente è un febbrile e nevrotico groviglio di contraddizioni che gli rendono la vita impossibile. È agitato, timido, insicuro e, ormai da anni, non fa che stendersi e rialzarsi dal lettino dello psicanalista.

## Scenografia
La commedia si svolge interamente all'interno della casa di Allan Felix.
Woody Allen la scrisse così, nella sceneggiatura: Allan Felix vive in una casa sulla Decima Strada, tra la Quinta e la Sesta Avenue, a New York. L'appartamento si compone di tre stanze: oltre ad un soggiorno, una camera da letto e una cucina, entrambe fuori scena da parti opposte, entrambe piccoline ma ben attrezzate. A sinistra, sul fondale, c'è la porta d'ingresso dell'appartamento da cui si accede ad una zona rialzata e fornita di ringhiera che funge da studio. Due serie di gradini conducono al soggiorno vero e proprio; tra di esse, su due lati della pedana e al di sotto della ringhiera, è sistemata una panca angolare imbottita. Il soggiorno è una stanza ragionevolmente spaziosa, tipica delle vecchie Brownstone del Village, accogliente e con finestre grandi che, dal secondo piano, affacciano su una strada alberata. Ha un camino ed è arredata con gusto giovanile: libri e dischi, una grande foto di Bogart, comode poltrone ed un invitante sofà. Un simile appartamento si affitta intorno ai sessanta dollari al mese.